# Nến Paracas

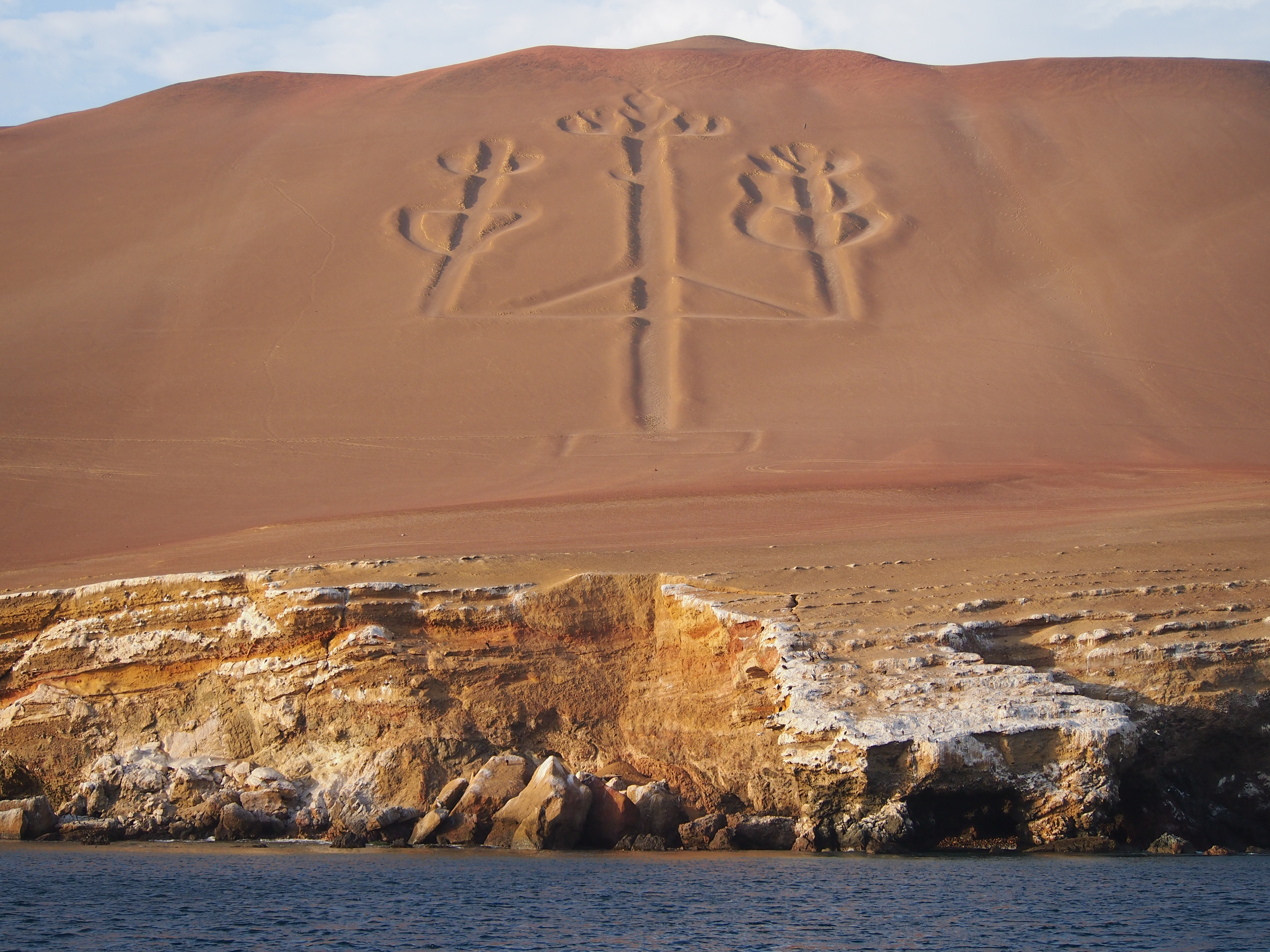
Nến Paracas

Ngọn đèn nến Paracas, còn được gọi là Nến của Andes, là một hình vẽ khổng lồ thời tiền sử nổi tiếng được tìm thấy ở mặt phía bắc của bán đảo Paracas tại vịnh Pisco ở Peru. Đồ gốm được tìm thấy gần đó đã được phát thanh carbon có niên đại lên tới thế kỷ 200 TCN, thời của văn hóa Paracas. Thiết kế được cắt hai chân vào đất, với những viên đá có thể đã được đặt vào thời kỳ sau này. Hình ảnh này rộng 595 feet (181 mét) cao, đủ lớn để có thể nhìn thấy từ 12 dặm trên biển.
Một loạt các truyền thuyết hoặc huyền thoại xung quanh nó được thêu dệt. Người dân địa phương xem ngọn đèn nến Paracas như cây gậy quyền trượng của vị thần sáng tạo thời cổ đại Viracocha. Nhưng nhiều người khác lại đề xuất một ý tưởng có vẻ thực tế hơn. Hình vẽ này nằm ở trên đồi, có góc cạnh và kích thước đủ lớn để có thể quan sát từ khoảng cách 20 km tính từ bờ biển, vì vậy nhiều lời đồn cho rằng đây là cột mốc chỉ đường cho các thủy thủ.

## Lịch sử
Mặc dù chưa biết chính xác tuổi của ngọn đèn nến paracas, nhưng các nhà khảo cổ học đã tìm thấy đồ gốm xung quanh khu vực có niên đại khoảng 200 TCN. Đồ gốm này có thể thuộc về người Paracas, mặc dù họ có liên quan đến việc tạo ra hình vẽ khổng lồ hay không. Lý do sáng tạo ra ngọn đèn nến này cũng chưa được phát hiện, mặc dù rất có thể đó là một hình vẽ của cây đinh ba, một cột thu lôi của thần Viracocha, người được nhìn thấy trong thần thoại khắp Nam Mỹ. Có ý kiến cho rằng hình vẽ được tạo ra như một dấu hiệu cho các thủy thủ, hoặc thậm chí là một đại diện mang tính biểu tượng của một loại cây gây ảo giác có tên Jimsonweed.